# Lecanopsis aphenogastrorum
Lecanopsis aphenogastrorum är en insektsart som beskrevs av Gómez-menor Ortega 1928. Lecanopsis aphenogastrorum ingår i släktet Lecanopsis och familjen skålsköldlöss.
Artens utbredningsområde är Spanien. Inga underarter finns listade i Catalogue of Life.